# ميخائيل كانغ
ميخائيل كانغ (بالإنجليزية: Michael Kang)‏ هو مخرج أمريكي، ولد في 3 مايو 1970 في بروفيدنس في الولايات المتحدة.

## وصلات خارجية
- ميخائيل كانغ على موقع IMDb (الإنجليزية)
- ميخائيل كانغ على موقع ألو سيني (الفرنسية)
- ميخائيل كانغ على موقع أول موفي (الإنجليزية)
- ميخائيل كانغ على موقع قاعدة بيانات الفيلم (الإنجليزية)
- ميخائيل كانغ على موقع كينوبويسك (الروسية)